# Coppa del Portogallo 1999-2000 (hockey su pista)
La Coppa del Portogallo 1999-2000 è stata la 27ª edizione della principale coppa nazionale portoghese di hockey su pista. Il trofeo è stato conquistato dal Benfica per la decima volta nella sua storia.

## Risultati

### Ottavi di finale
| Squadra 1           | Risultato | Squadra 2         |
| ------------------- | --------- | ----------------- |
| Sintra              | 1 - 0     | Oliveirense       |
| Infante de Sagres   | 5 - 3     | Juventude Pacense |
| Riba De Ave         | 4 - 11    | Porto             |
| Oeiras              | 2 - 9     | Benfica           |
| Vitória Barcelinhos | 5 - 1     | Carvalhos         |
| Campo de Ourique    | 7 - 2     | Marinhense        |
| Famalicense         | 4 - 6     | Seixal            |
| Valongo             | 3 - 4     | Alenquer Benfica  |

### Quarti di finale
| Squadra 1           | Risultato   | Squadra 2         |
| ------------------- | ----------- | ----------------- |
| Sintra              | 4 - 5 (dtr) | Seixal            |
| Benfica             | 5 - 1       | Infante de Sagres |
| Campo de Ourique    | 2 - 5       | Porto             |
| Vitória Barcelinhos | 5 - 2       | Alenquer Benfica  |

### Final Four

#### Semifinali
| Fafe 25 marzo 2000 | Benfica | 2 – 0 | Seixal |  |

| Fafe 25 marzo 2000 | Porto | 2 – 1 | Vitória Barcelinhos |  |

#### Finale
| Fafe 26 marzo 2000 | Benfica | 2 – 0 | Porto |  |